# Džordž Vold
Džordž Vold (18. novembar 1906 — 12. april 1997) bio je američki naučnik koji je proučavao pigmente u mrežnjači. Godine 1967. je osvojio Nobelovu nagradu za fiziologiju ili medicinu zajedno sa Haldanom Keferom Hartlinom i Ragnarom Granitom.

## Istraživanje
Kao postdoktorski istraživač, Vold je otkrio da je vitamin A komponenta retine. Njegovi dalji eksperimenti su pokazali da kada je pigment rodopsin izložen svetlosti, on proizvodi protein opsin i jedinjenje koje sadrži vitamin A. Ovo je značilo da je vitamin A neophodan u funkciji retine.
Pedesetih godina prošlog veka, Vold i njegove kolege koristili su hemijske metode za ekstrakciju pigmenata iz mrežnjače. Koristeći spektofotometar izmerili su apsorbancu svetlosti pigmenata. Pošto apsorbanca svetlosti pigmenata mrežnjače odgovara talasnim dužinama koje najbolje aktiviraju fotoreceptorske ćelije, ovaj eksperiment je pokazao koje talasne dužine oko najbolje detektuje. Međutim, pošto ćelije štapa čine većinu mrežnjače, ono što su Vold i njegove kolege posebno merile bila je apsorbanca rodopsina, glavnog fotopigmenta u štapovima. Kasnije, pomoću tehnike koja se zove mikrospektrofotometrija, on je bio u stanju da meri apsorbancu direktno iz ćelija, a ne iz ekstrakta pigmenata. Ovo je omogućilo Voldu da odredi apsorbancu pigmenata u čepićastim ćelijama (Goldstein, 2001).

## Biografija
Džordž Vold je rođen u Njujorku, kao sin Ernestine (Roseman) i Isaka Volda, jevrejskih roditelja imigranata. Bio je član prve diplomske škole u Bruklinskoj tehničkoj školi, u Njujorku 1922. godine. Diplomirao je na Univerzitetu u Njujorku 1927. i doktorirao zoologiju na Univerzitetu Kolumbija 1932. godine. Kada je diplomirao, dobio je novac za putovanja od Nacionalnog saveta za istraživanje SAD-a. Vold je iskoristio ovaj grant kako bi u Nemačkoj sarađivao sa Otom Hajnrihom Varburgom, gde je identifikovao vitamin A u mrežnjači. Vold je svoj rad nastavio u Cirihu, Švajcarskoj, radeći sa pronalazačem vitamina A, Polom Karerom. Vold je kratko radio sa Otom Fricom Merhofom u Hajdelbergu, u Nemačkoj, ali je napustio Evropu i otišao na Univerzitet u Čikagu 1933. godine, kada je Adolf Hitler došao na vlast i život u Evropi postao opasniji za Jevreje. Godine 1934. Vold je otišao na Harvard, gde je postao instruktor, zatim profesor.
Uvršten je u Nacionalnu akademiju nauka 1950, a 1967. je nagrađen Nobelovom nagradom za fiziologiju i medicinu za svoja otkrića u oftalmologiji. Godine 1966. nagrađen je medaljom Frederika Ivesa od strane OSA, a 1967. Zlatnom medaljom Pola Karera na Univerzitetu u Cirihu.
Vold je govorio o mnogim političkim i društvenim pitanjima, a njegova slava, kao nobelovcu, donela je nacionalnu i međunarodnu pažnju njegovim stavovima. Bio je glasni protivnik Vijetnamskog rata i trke nuklearnog naoružanja. Govoreći na MIT-u 1969. Vold je ražalošćeno rekao: "naša vlada je postala preokupirana smrću, biznisom ubijanja i pogibije". 1980. godine Vold je služio kao deo delagacije Remzija Klarka u Iranu, tokom krize talaca u Iranu.
Zajedno sa malim brojem drugih dobitnika Nobelove nagrade, bio je pozvan 1986. da ode u Moskvu i tamo savetuje Mihaila Gorbačova o nizu ekoloških pitanja. Dok je tamo boravio ispitivao je Gorbačova o hapšenju, zatvaranju i progonu u Gorkiju, o Jeleni Boner i njenom mužu, kolegi nobelovca Andreja Saharova (Mir, 1975). Vold je izvestio da je Gorbačov rekao da o tome ništa ne zna. Boner i Saharov su oslobođeni ubrzo nakon toga, u decembru 1986. godine.
Vold je preminuo u Kembridžu, u Masačusetsu. Dvaput se ženio: 1931. godine za Francis Kingzli i 1958. za biohemičarku Rut Hubard. Imao je 2 sina sa Kingslijevom - Majkla i Davida; on i Hubardova imali su sina - nagrađivanog muzičara Elajžu Volda - i kćer Deboru, istaknutog advokata porodičnog prava. Bio je ateista.